# 에스타디오 모누멘탈 (부에노스아이레스)
에스타디오 모누멘탈(스페인어: Estadio Monumental)은 아르헨티나 부에노스아이레스의 누녜스(Nuñez) 지구에 있는 종합 경기시설이다. 리베르 플라테 경기장(스페인어: Estadio River Plate), 엘 모누멘탈(El Monumental)이라는 이름으로도 잘 알려져 있다. 아르헨티나 프리메라 디비시온 리버 플레이트의 홈구장이며, FIFA 월드컵 예선 등의 경기가 있을 때 아르헨티나 축구 국가대표팀이 주로 경기를 갖는 곳이어서 아르헨티나의 국립경기장처럼 인식되기도 한다. 1978년 FIFA 월드컵과 1987년 코파 아메리카가 바로 이곳에서 열렸다. 2021년에는 2021년 코파 아메리카가 열릴 예정이다.
이 경기장에서 처음 있었던 공식 경기는 1938년 5월 25일 우루과이의 명문팀인 페냐롤과의 경기였다.(결과는 리베르의 3:1 승리)
공교롭게도, 리베르의 최대 라이벌인 보카가 그들의 홈 구장인 라 봄보네라에서 개장경기를 가진 날짜 역시 2년 후인 1940년 5월 25일이었다.

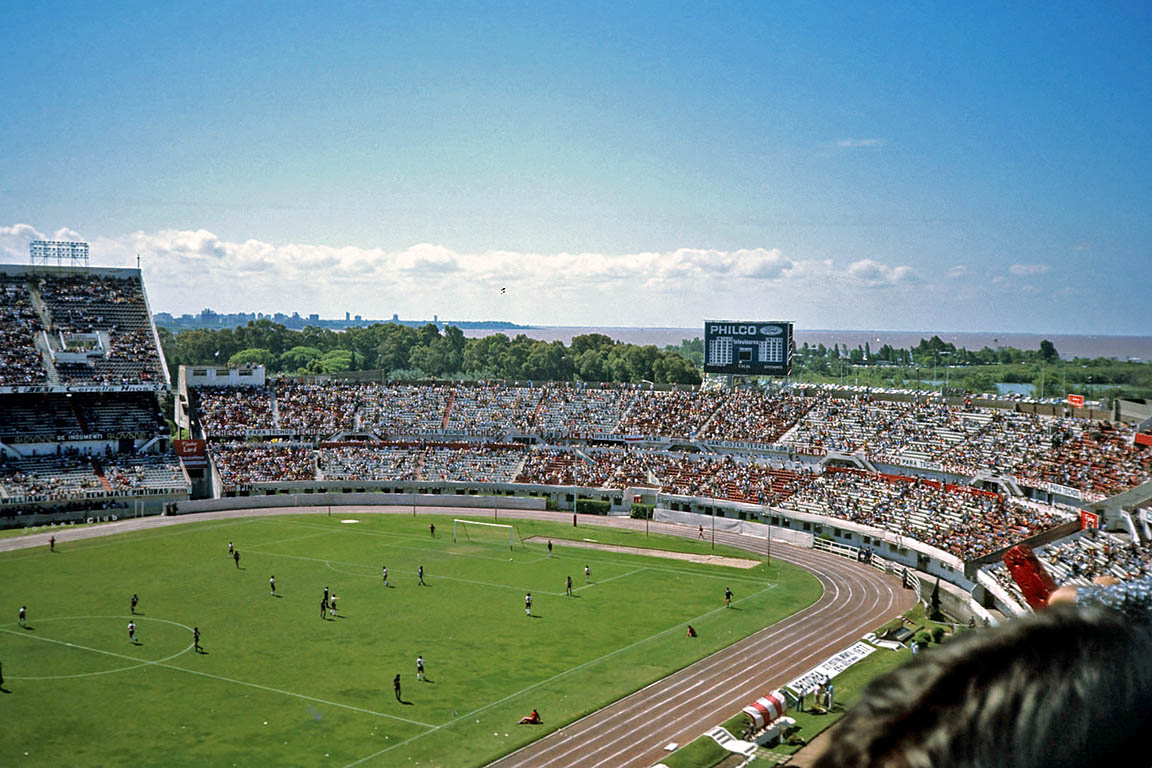
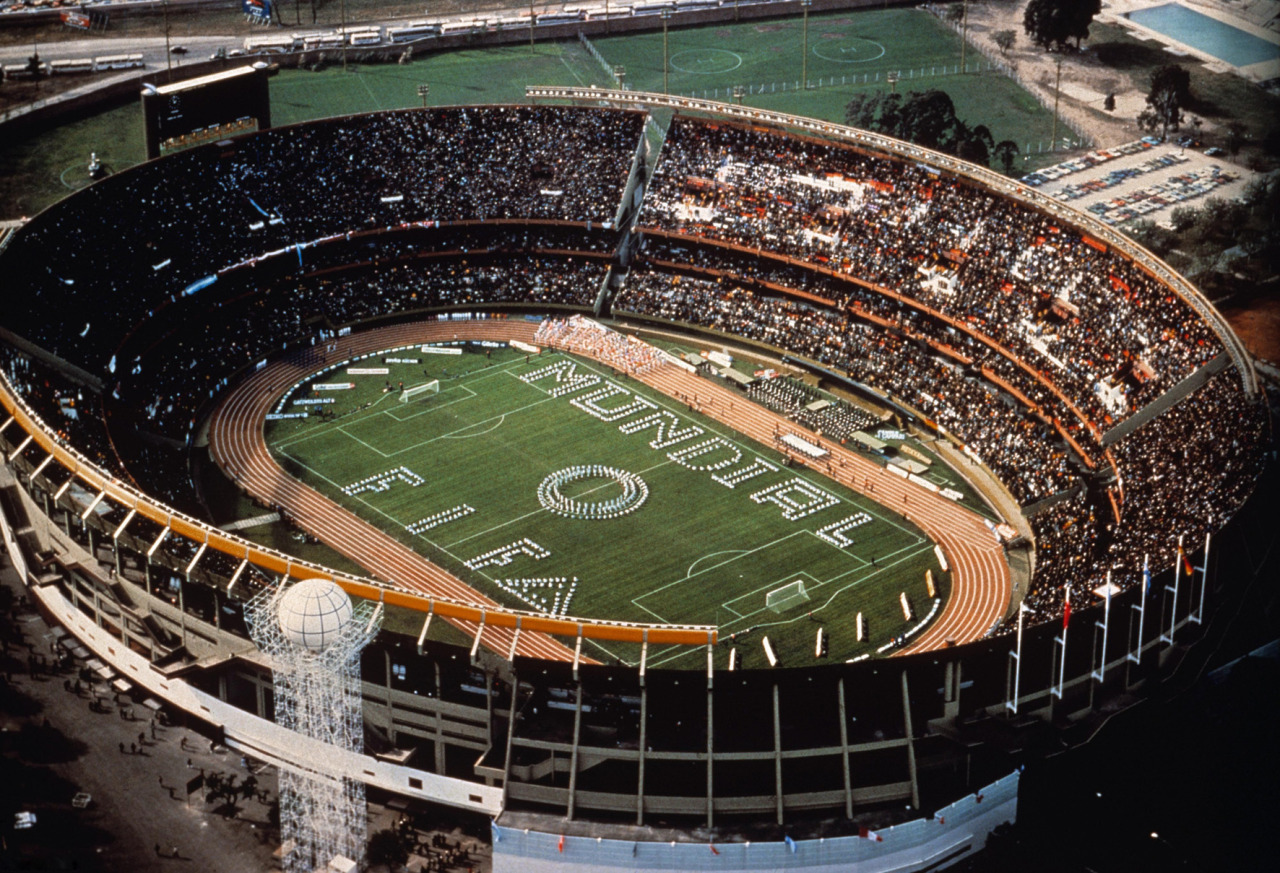
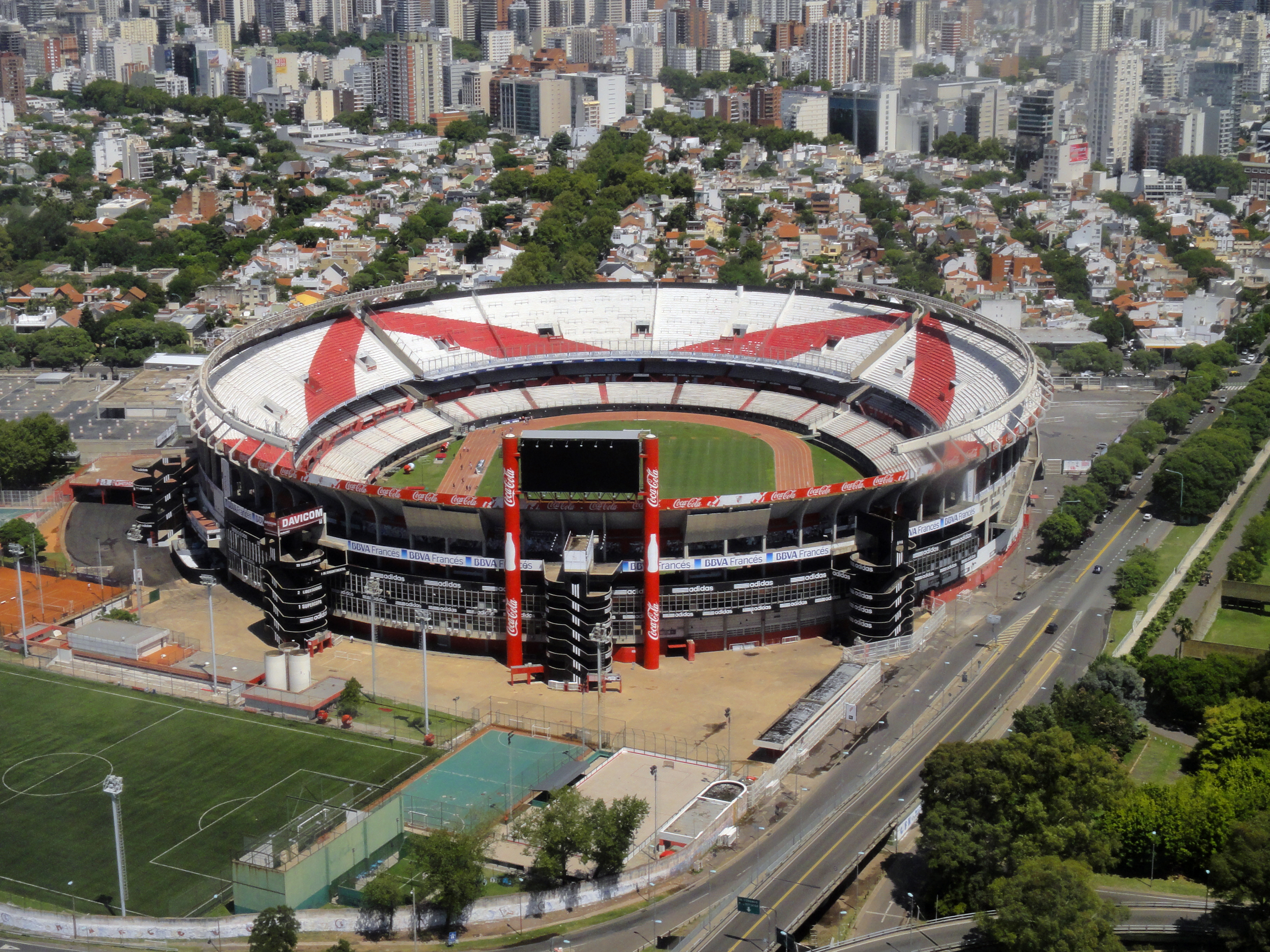
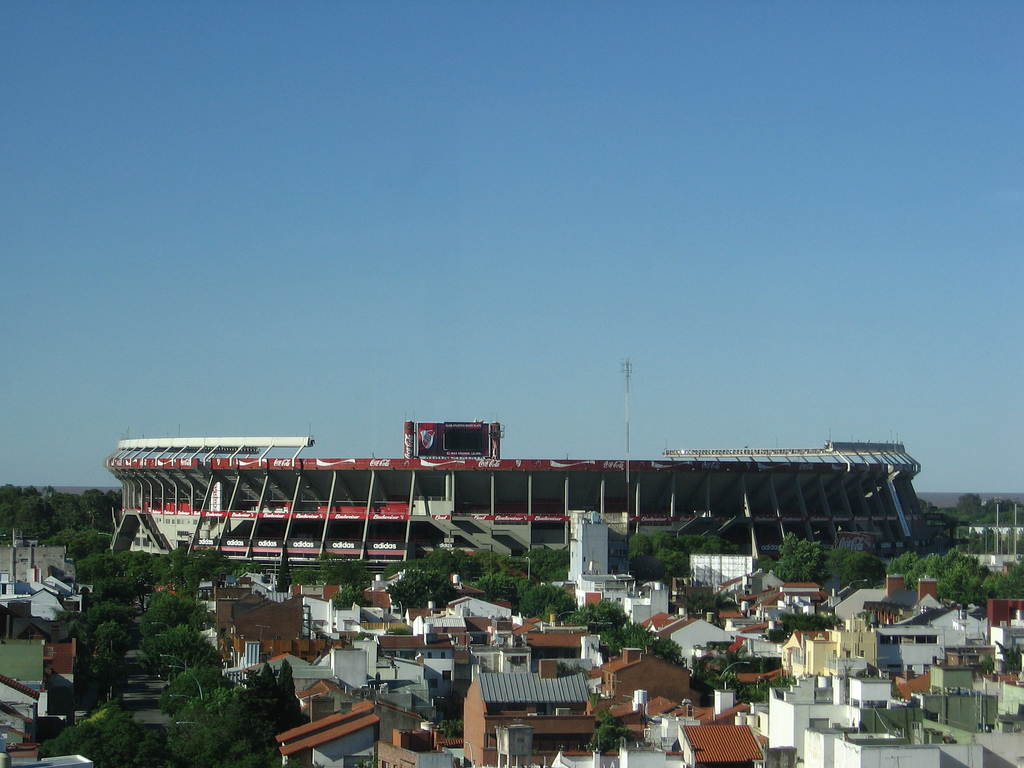

## 특징
경기장의 공식적인 수용인원은 70,127석이다. 이전엔 76,000 명의 관중을 수용할 수 있었으나 여러 차례에 걸친 경기장 개조 공사로, 이전까지 좌석이 없었던 계단형 스탠드(populars라고 부르는)에 좌석을 설치하면서 수용인원이 줄어들었다.
주 경기장 주변에는 테니스, 농구 경기장 등 여러 체육 시설이 있으며, 극장이나 박물관 같은 문화시설도 있다.
아르헨티나에서 가장 큰 스포츠 시설로써, 국가대표 럭비팀인 로스 푸마스(Los Pumas)도 이곳을 경기장으로 사용한다. 그 밖에 롤링스톤즈, 마돈나, 메탈리카, U2, 건스 앤 로지스, 마이클 잭슨, 레드 핫 칠리 페퍼스, 폴 매카트니, 에어로스미스, AC/DC 등 많은 외국 가수들이 이곳에서 공연을 갖기도 했다.
1986년 11월 29일에는 1933년~1935년, 1939년, 1943년~1952년, 1960년~1964년, 그리고 1966년~1969년 등 여러 차례 리버 플레이트의 구단주(클럽 회장)였던 안토니오 베스푸시오 리베르티의 이름이 공식적으로 경기장에 붙여졌다.

## 교통
- 버스(콜렉티보) : 15, 28, 29, 42, 107, 130번

## 갤러리

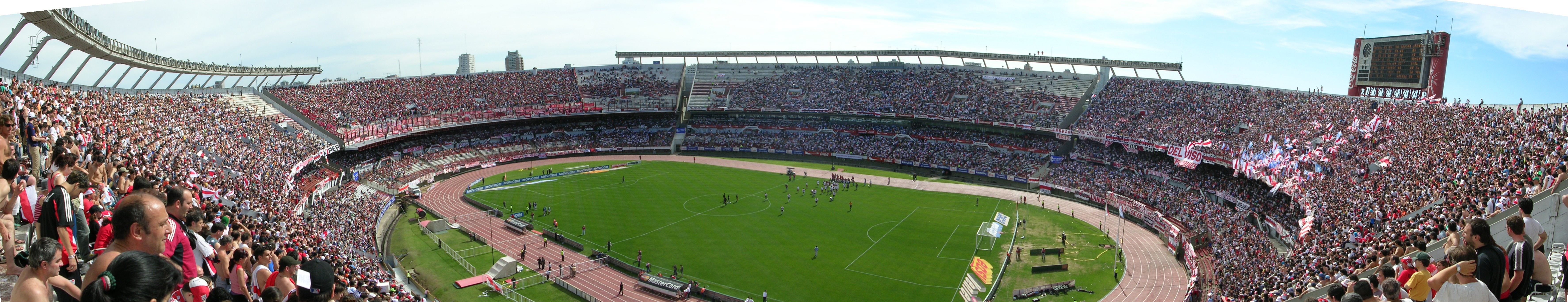
엘 모누멘탈의 파노라마 사진, (2004년 아페르투라 16라운드 리버 플레이트 3-0 인디펜디엔테)

## 기록

### 1978년 FIFA 월드컵

#### 1라운드
| 날짜            | 팀 1       | 스코어 | 팀 2     | 라운드 |
| --------------- | ---------- | ------ | -------- | ------ |
| 1978년 6월 1일  | 서독       | 0 - 0  | 폴란드   | 2조    |
| 1978년 6월 2일  | 아르헨티나 | 2 - 1  | 헝가리   | 1조    |
| 1978년 6월 6일  | 아르헨티나 | 2 - 1  | 프랑스   | 1조    |
| 1978년 6월 10일 | 아르헨티나 | 0 - 1  | 이탈리아 | 1조    |

#### 2라운드
| 날짜            | 팀 1     | 스코어 | 팀 2       | 라운드 |
| --------------- | -------- | ------ | ---------- | ------ |
| 1978년 6월 14일 | 서독     | 0 - 0  | 이탈리아   | A조    |
| 1978년 6월 18일 | 이탈리아 | 1 - 0  | 오스트리아 | A조    |
| 1978년 6월 21일 | 네덜란드 | 2 - 1  | 이탈리아   | A조    |

#### 3-4위전
| 날짜            | 팀 1   | 스코어 | 팀 2     | 라운드 |
| --------------- | ------ | ------ | -------- | ------ |
| 1978년 6월 24일 | 브라질 | 2 - 1  | 이탈리아 |        |

#### 결승전
| 날짜            | 팀 1     | 스코어 | 팀 2       | 라운드 |
| --------------- | -------- | ------ | ---------- | ------ |
| 1978년 6월 25일 | 네덜란드 | 1 - 3  | 아르헨티나 |        |